# Butlletí del Museu d'Art de Barcelona
El Butlletí del Museu d'Art de Barcelona va ser una publicació científica de caràcter mensual sobre història de l'art i museologia editada a Barcelona des del juny de 1931 fins a finals de 1937, il·lustrada per la Junta de Museus de Catalunya.
Aquesta junta va ser fundada l'any 1907 com a Junta de Museus de Barcelona originàriament. Aquesta institució va ser la veu dels museus de Catalunya i mostrava la voluntat d'actuació coordinada de les diverses entitats que gestionaven el patrimoni museístic del país. A més a més, funcionava com a òrgan consultiu que assessorava el Govern i tenia la funció de l'acreditació i l'homologació dels museus de Catalunya i la seva avaluació, especialment, dels museus nacionals. També tenia la responsabilitat de nomenar els directors i administratius dels museus de Catalunya i crear nous museus nacionals per conservar i ampliar el patrimoni museístic del país.
Així que el Butlletí del Museu Nacional d'Art de Catalunya ocupava un lloc rellevant en el desenvolupament del Centre d'Investigació del MNAC. Aquest centre va ser concebut dins del programa general del Museu com un espai de trobada d'intel·lectuals d'arreu del món. No només el Butlletí estava a l'abast dels intel·lectuals de l'època, ni de les entitats governamentals, sinó que tots els ciutadans en tenien també accés. Es pretenia arribar a les cases, a les Associacions, a les biblioteques públiques...

## Joaquim Folch i Torres
El Butlletí va ser creat per Joaquim Folch i Torres. Folch fou un historiador, museòleg i crític d'art nascut l'any 1886 a Badalona i que va morir l'any 1963. Tenia gran interès en l'art, l'arquitectura popular i un patrimoni aleshores poc valorat. Es necessitava ordenar les publicacions ja creades i realitzar les primeres publicacions sobre història de l'art i museologia. Joaquim Folch va dir un cop creat el butlletí : “Hem intentat puntualitzar lleugerament tot un programa d'actuació artística nacionalista i en aquesta feina hi són ja especialment interessats els oficis d'art, els productes dels quals són ja concretament dins del concepte de l'Art per a la Vida".

## Finalitats i objectius del Butlletí
“Per acord de la Junta de Museus de 23 de desembre darrer es publica el present BUTLLETÍ mensual, l'objectiu primordial del qual és el de fer conèixer l'obra dels nostres Museus i de resumir les activitats de la Junta autònoma que els regeix.
En primer lloc, el BUTLLETÍ s'adreça a les Corporacions patrones dels Museus, que són l'Ajuntament de Barcelona i la Generalitat de Catalunya, a fi que coneguin al dia l'acompliment de la tasca honorable que han confiat a la Junta. […]
En segon lloc el BUTLLETÍ s'adreça a tots aquells amics de les coses d'art, ja nom nostra ciutat, que segueixen amb nombrosos en la un afectuós interès la tasca de la Junta. [...]
En tercer lloc, el BUTLLETÍ té la missió important de donar a conèixer els Museus a tot el món estudiós de les coses d'art. […] És hora de complir el deure de donar a conèixer el que tenim, perquè rendeixi els fruits científics que se'n deriven. Aquest deure ens obliga, per tant, a presentar les coses que el Museu ha reunit i va reunint. [...]
Finalment, el BUTLLETÍ serà una fórmula de rendiment de comptes de la tasca que ens ha estat encomanada, i un instrument de divulgació dels que es van acumulant any darrera any en les col·leccions d'art.”
En aquest últim fragment s'explicava de manera rigorosa la missió principal del butlletí, a qui s'adreça i els seus beneficis. Hi funcionava com una cartellera per mostrar a la ciutadania la més recent activitat artística i museística. Aquest butlletí ajudava a difondre les diverses col·leccions d'art amb finalitat divulgativa i educativa.

## Format del butlletí
Tots aquells butlletins es poden recollir en 7 volums de 79 números des del juliol de 1931 a finals de 1937. Constaven d'unes publicacions fetes a màquina en un format llibre amb diverses imatges relacionades amb la temàtica corresponent al text, que normalment tractava d'història de l'art, exposicions a museus i produccions artístiques. En aquestes subscripcions s'inclouen anuncis, així també ajudaran a amortitzar les despeses que suposa la publicació d'aquests números mensualment. A més a més, la subscripció ajudarà a col·laborar a les obres i exposicions dels museus, suposarà un ajut econòmic per renovar les infraestructures. Moltes de les publicacions tenen el mateix format d'explicació de l'obra corresponent: es tracta de l'origen de l'obra, l'estil o arquitectura, en diverses ocasions la iconografia, el seu significat i el context històric de l'obra. Ara bé, tota explicació ve acompanyada d'imatges. Cal ressaltar que amb el pas dels anys, el format del butlletí va canviar. En primera instància, es dedicava 1-2 pàgines a la portada i índex de les obres artístiques de les que es parla en el butlletí. En canvi, el model es va modernitzar i es presentava estil diari amb el seu títol a la part superior de la pàgina, el títol de l'obra artística i a continuació el text corresponent.

## Contingut del butlletí
El Butlletí conté quatre seccions principals segons el MNAC. “La primera recull amplis estudis sobre Història de I'Art, Arqueologia, Museografia i altres matèries. La segona secció, agrupa articles de debats, adquisicions, atribucions i recuperacions; aquest és I'espai on es publiquen els primers estudis sobre les peces recentment entrades al Museu. La secció Miscel·lània dona cabuda a estudis d'un caràcter més puntual i aleatori, més curts, com pot ser la notícia sobre una obra d'art, una descoberta o un homenatge a algú estudiós important. Finalment, es recullen sota el títol Bibliografia ressenyes amplies dels llibres especialitzats de recent aparició, fent especial atenció a les obres editades més enllà de les nostres fronteres.”
Les seccions del butlletí creen una revista científica rigorosa a l'abast dels investigadors, ciutadans, universitaris, museòlegs...

## Temporal desaparició
El Butlletí del Museu d'Art de Barcelona va desaparèixer en època de Guerra Civil per motius evidents. La falta d'entesa entre els museus i el govern per mantenir el butlletí mensualment durant la guerra i que els feixistes avançaven pel territori va fer que la seva producció i publicació no es continués. No hi ha gaire informació sobre la temporal desaparició del butlletí però els constants desentesos entre govern i museus i la guerra en foren la clau. No obstant això, la Generalitat va intentar mantenir-lo durant la Guerra Civil però a mesura que les tropes feixistes avançaven, el butlletí va caure en un oblit temporal però que després de la guerra va tornar sota un nom diferent. Durant la guerra, la Generalitat tenia com a objectiu conservar les obres exposades i el patrimoni historico-cultural de Catalunya. Tan bon punt la guerra estava finalitzada, els revoltats van prendre el control de la cultura catalana. Sembla que les obres més prestigioses foren amagades a territoris neutrals per a que no les requisi el franquisme. Durant la dictadura, com tota altra institució, fou intervinguda per l'Estat espanyol franquista i utilitzada pel seu propi interès. Va retirar tota autonomia i dret i tot passava a estar supervisat i decidit per l'autoritat falangista.

## Reaparició sota el nom "Anales y Boletín de los Museos de Arte de Barcelona"
Degut a la Guerra Civil espanyola la producció d'aquest butlletí es va paralitzar i ja no es va reprendre. Va reaparèixer anys després, ja un cop finalitzada la guerra i sota el nom de Anales y Boletín de los Museos de Arte de Barcelona. S'hi van fer 18 volums entre 1941 i 1968. Tingué una finalitat semblant al butlletí però existia la censura sobre obres que el franquisme pogués considerar que anava en contra dels ideals que representaven. Ja no es publicaven mensualment, el format va canviar encara que la temàtica i la missió de la Junta de Museos de Barcelona seguia sent la mateixa. Diverses de les col·leccions afegides van ser afins al règim, Salvador Dalí fou un pintor que va simpatitzar molt amb Franco al llarg de la dictadura. No obstant això, ja no es van publicar butlletins mensuals i el format va canviar.

## Direcció, redacció i col·laboració
La direcció i redacció del butlletí sempre la portava a terme la Junta de Museus com a principal òrgan institucional des de 1931 fins a l'any 1937 tot i que Joaquim Folch i Torres també hi formava part d'aquesta direcció. En relació als diversos col·laboradors que hi formaven part podem destacar científics i experts en cultura museística. Quan va reaparèixer després de la guerra, tot i que la Junta de Museus seguia al capdavant del butlletí, va perdre autonomia i patia la censura d'obres i exposicions.
A pesar de les adversitats a les que el Butlletí de Museus d'Art de Barcelona s'ha enfrontat al llarg dels anys, sempre ha mantingut la missió de donar a conèixer noves obres, conservar el patrimoni cultural i la funció educativa d'ensenyar a la gent i alfabetitzar la població sobre història de l'art, museologia i arqueologia. Ja sigui durant el període de la Segona República o durant el franquisme, en cap moment el butlletí ha deixat d'adreçar-se a la població per fins polítics de l'era corresponent. Encara que ha patit els seus canvis de format, de contingut en algun moment inclòs de responsables, ha conservat el mateix objectiu.